# Supermakt

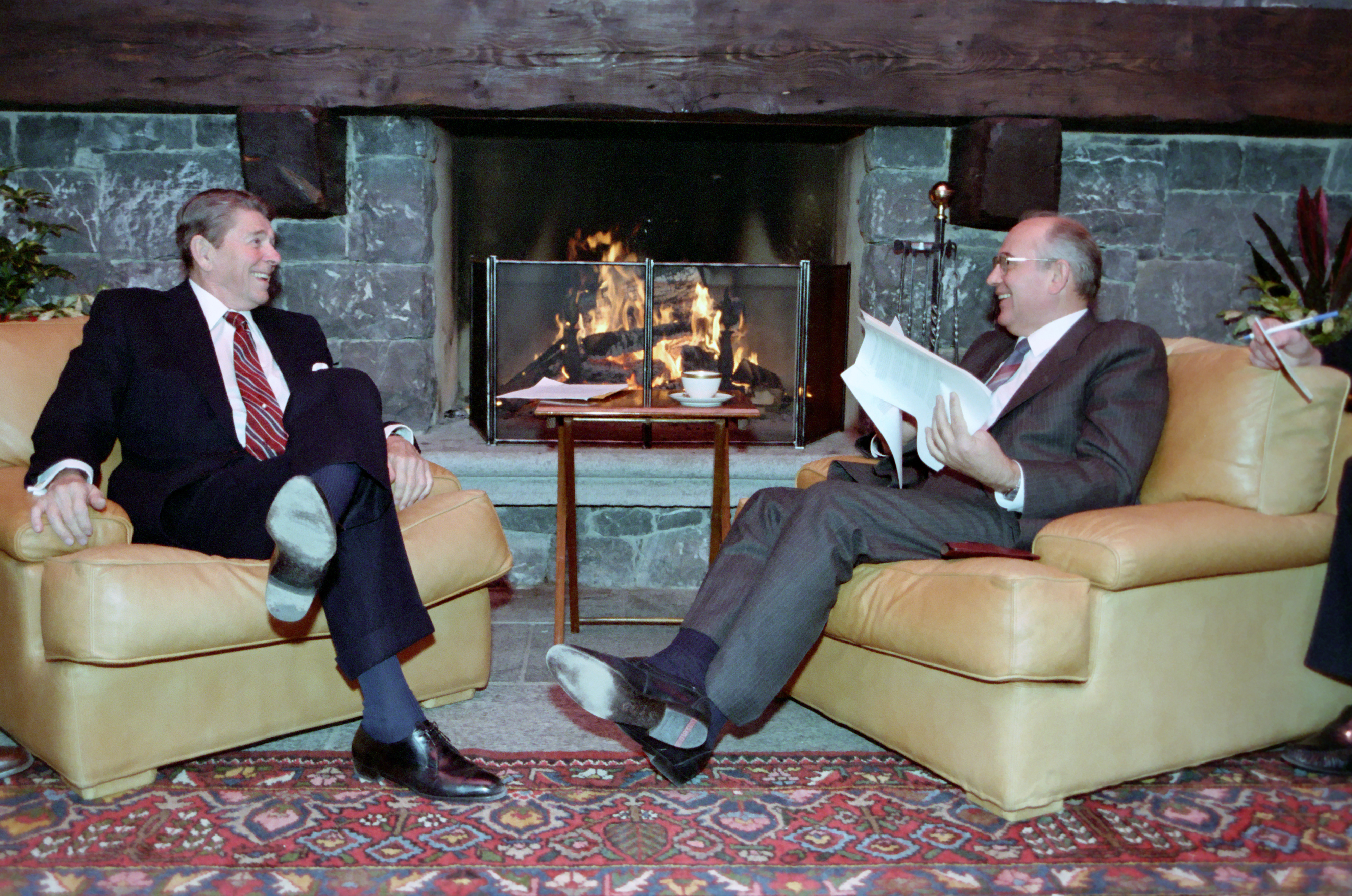
USA och Sovjetunionen var under kalla kriget två supermakter. Här ses Ronald Reagan och Michail Gorbatjov 1985.

En supermakt är en stat som innehar en ledande ställning i världspolitiken genom sin exceptionella ekonomiska och militära kapacitet. Ett ord med snarlik betydelse är världsmakt. Termen saknar entydig definition och det finns ingen vetenskaplig enighet om vad som skiljer en supermakt från andra stormakter eller om vilka stater som ska räknas som supermakter.
Termen avser länder med förmåga att påverka globala händelser, projicera makt över stora geografiska områden och upprätthålla en stark internationell närvaro. Idag anses militär kapacitet i form avskräckande kärnvapenarsenal och global militär förmåga som avgörande för en supermakt. Även storleken på ekonomin och befolkningen samt tillgång till överlägsen omvärldsinformation till följd av till exempel satellitövervakningssystem, kan bidra till maktpositionen. 
Termen supermakt uppstod som en neologism (nyord) 1922. [källa behövs] Inom forskningen råder enighet om att  Storbritannien var den främsta eller unika supermakten under den viktorianska eran och att USA hade motsvarande ställning under och direkt efter andra världskriget. Kalla kriget kännetecknades av att det fanns två supermakter, USA och Sovjetunionen, som inte kunde agera i internationella frågor utan att beakta den andras inställning och reaktioner. I och med Sovjetunionens kollaps 1991 underminerades maktbalansen och USA blev den enda kvarvarande supermakten (ibland kallad hypermakt). Kinas ekonomiska framgång har gjort att det diskuteras huruvida landet kan ses som eller utvecklas till en supermakt.
Supermakter har historiskt ofta haft kolonier eller satellitstater. Även om termen supermakt är ett modernt uttryck har världen i retrospekt satt denna stämpel på historiska militärmakter såsom Romerska riket och Kina.

## Potentiella supermakter
Termen "potentiella supermakter" har tillämpats av forskare och andra kvalificerade kommentatorer till möjligheten att flera stater uppnår supermakt status under 2000-talet. På grund av deras stora marknader, växande militär styrka, ekonomiska potential och inflytande i internationella frågor är Kina, Europeiska unionen, Indien och Ryssland bland de politiska enheterna som mest citeras för att ha potential att uppnå supermakt status under 2000-talet. År 2020 fann en ny UBS-undersökning att 57% av de globala investerarna förutspådde att Kina skulle ersätta USA som världens största supermakt år 2030. Historiker och andra analytiker har uttryckt tvivel, huruvida något av dessa länder någonsin skulle framstå som en ny supermakt.